# 大阪市立南高等学校
大阪市立南高等学校（おおさかしりつ みなみ こうとうがっこう）は、大阪府大阪市中央区にあった市立の高等学校。
2022年度に統合および大阪府への移管で大阪府立桜和高等学校が新設されたことに伴い、2021年度入学生を最後に募集を停止し、在校生が卒業する2024年3月に閉校した。また2022年度・2023年度の2年間のみ、府立高校として大阪市北区松ヶ枝町の大阪府立桜和高等学校に移転して学習した。

## 概要
1937年に開設した旧制大阪市立南高等女学校が前身である。学制改革により普通科の大阪市立南高等学校となり、その後英語科と国語科の2学科を併設する専門高等学校として改編された。2020年度入学生以降は英語探究科1学科の専門高校へと改編している。
英語科・国語科の2学科併設時代は1学年あたり各学科2学級ずつの計4学級、また英語探究科への改編後は1学年2学級の、大阪府の高校としては小規模となっている。
英語科は1988年、大阪府内の公立高校では最初に設置された。英語を重点的に学び、英語力向上のために、少人数授業やALTとのティームティーチングによる英会話の授業、海外研修旅行や宿泊セミナーなどをおこなっている。2020年度および2021年度の入学生については英語探究科に改編された。
国語科は高校の専門学科としては日本唯一で、国語について重点的に学ぶ。現代文や古典、表現、古典芸能に関する専門科目が開講されている。また、文学ゆかりの土地の見学、作家やジャーナリストなどによる特別講義などもおこなわれている。
アメリカ合衆国・オーストラリア・中華人民共和国の高等学校とそれぞれ姉妹校協定を結んでいる。
校歌は、同校教諭として勤務したことがある作家・庄野潤三が作詞を手がけている。

## 沿革
昭和時代初期の高等女学校への進学希望者増加に伴う入学難緩和のため、大阪市立としては3番目の高等女学校・大阪市立南高等女学校として、1937年4月15日に大阪市南区西賑町（現在地）に開校した。開校当初は、尋常小学校卒業者を入学対象とした5年制の学校だった。
校舎敷地は、この年限りで廃校となった旧大阪市育英高等小学校の敷地を継承した。また同校に併設されていた育英高等家政女学校の教育実践も継承する形になった。
太平洋戦争中には戦時体制として、修業年限が4年制へと短縮され、また工場への動員が実施された。終戦後の1945年10月に5年制へと復帰した。

### 学制改革
学制改革により、1948年4月1日に大阪市立南高等学校として発足し、全日制普通科を設置した。
大阪市では当時市立として設置されていた旧制中等教育学校について、全校を形式的・暫定的に新制高等学校へと移行させたが、戦災被害などを考慮して学校を整理統合することにしていた。1948年4月21日には、敷地を新制中学校に転用することになった大阪市立桜宮高等学校が南高等学校の敷地内に移転し、2校が同居することになった。学校名については当時、「大阪市立南桜宮高等学校」と併称することもあった。桜宮高等学校は1950年、独立校舎を設置して退去している。
1948年6月15日には大阪府立今宮高等学校（旧制今宮中学校）および大阪府立泉尾高等学校（旧制泉尾高等女学校）と生徒・教職員を交流し男女共学となった。

### 学校敷地・校舎
1956年には鰻谷の大阪市立大学敷地（旧制大阪市育英商工学校跡地。現在の中央区島之内1丁目）を運動場として譲り受け、翌1957年より運動場として使用した。鰻谷運動場は大阪市立南中学校の移転・建て替え用地として提供されることになり、1983年3月に廃止している。廃止の代替地として、1983年4月より旧南中学校分校敷地が提供され、南船場運動場として使用している。
1960年代には生徒数増加に伴う学級増のため、特別教室を普通教室に転用したり、屋上にプレハブ校舎を設置するなどした。敷地狭隘化や校舎老朽化により、1960年代前後から郊外移転なども含めた対策が検討された。大阪市教育委員会は移転先として瓜破（現・平野区）や南港（現・住之江区）などの案を提示した。しかし学校関係者は「移転する場合は、南区内もしくは近辺での移転を希望する」と強く主張し、郊外移転案は立ち消えになっている。
最終的には現在地での校舎建て替えが、1986年2月に決定した。1986年8月には浪速区難波中3丁目、旧大阪市立難波小学校跡に仮移転し、仮校舎で約1年半の間教育活動をおこなった。
1988年3月に現在地に新校舎が竣工し、1988年4月より使用を開始している。

### 専門高等学校に改編
大阪市では1980年代以降、「意欲的で目的意識の明確な生徒の入学により学校が活性化することをねらい」として、府立高校とは異なった形での学校特色化の動きが進み、市立の普通科系高校では普通科目を深化させて学ぶ専門学科設置の動きが生まれた。
1984年2月27日に出された大阪市学校教育審議会第4次答申では、高等学校における外国語教育の充実が打ち出され、英語科の設置が提言された。南高等学校では校内で検討を進めた結果、1984年6月28日に「校舎の改築」と「英語科2学級および理数科1学級の設置」を大阪市教育委員会に求める方向で、職員会議での合意が得られた。大阪市教委はその後1986年2月21日付で、南高等学校の校舎建て替えと英語科新設を決定し報道発表した。その一方で理数科については構想のみにとどまった。
設置準備を経て、1988年度より英語科を新設した。
さらに1991年には国語科を新設した。国語科新設に伴い、普通科は1991年度より募集停止となっている。

### 学校統合
大阪市教育委員会は2010年代に入り、大阪市立の普通科系高等学校の再編方針を打ち出した。背景には、少子化の進行による生徒数の減少や、大阪府教育委員会と大阪市教育委員会が連携して2013年11月に打ち出した「2018年度までに府立・大阪市立あわせて7校程度の公立高校統廃合を検討する」方針があった。
大阪市高等学校教育審議会は2017年1月23日、「本市普通科系高等学校の在り方について（第12次答申）」を大阪市教育委員会に提出した。答申では、市立普通科系高等学校7校を設置学科の特徴によって「スポーツ体育系」「理数系」「言語系・実業系および総合学科」の3グループに分類し、「言語系・実業系および総合学科」の同一グループに分類された大阪市立西高等学校・大阪市立扇町総合高等学校および大阪市立南高等学校について、英語力やICT活用力・市立としての強みを生かした高大連携などをおこなう新たな普通科系高等学校としての検討を提言した。
2017年7月14日の大阪市教育委員会会議において、南高等学校・西高等学校・扇町総合高等学校の大阪市立3高校を1校に統合し、2022年4月1日に従来の扇町総合高等学校の校地（北区松ヶ枝町）に新しい普通科系高等学校を開校させる計画が原案どおり了承された。
統合方針に伴い、統合対象の3校についても2020年度・2021年度の学科および入学者選抜の再編成がおこなわれ、2018年10月2日の大阪市教育委員会会議で基本方針が承認された。新普通科系高校では「教育」に関する内容を学習の軸に据えることに対応する形で、統合対象の3校の新学科についても教育に関連する内容を取り入れた学習内容とした。これに伴い、南高等学校は2020年度より英語探究科を設置し、従来の英語科・国語科は募集停止となった。
統合新校の名称はその後、2020年5月に「桜和（おうわ）高等学校」に決定した。2020年5月26日に大阪市会で統廃合関連の条例案が可決されたことにより、2022年4月1日付での桜和高等学校の設置と、南高等学校が桜和高等学校敷地に移転することが正式に決定した。
また大阪市と大阪府の方針により、大阪市立の高校全校を大阪府に移管する方針が具体化し、2020年12月に大阪市会および大阪府議会で移管に関連する条例が可決された。これに伴い大阪市立の高等学校は2022年度より大阪府に移管されることになった。
2022年以降の南高等学校の生徒については学籍は卒業まで同校のままとなった上で、大阪府立となり、在校生が在籍する2022年度および2023年度は大阪府立桜和高等学校と併存することになる。南高等学校の在校生は2022年4月以降、桜和高等学校の校舎（大阪市北区松ヶ枝町、従来の大阪市立扇町総合高等学校敷地）で学ぶ。その後2024年3月に閉校した。

### 年表
- 1937年4月15日 - 大阪市立南高等女学校として、南区西賑町（現在の中央区谷町6丁目）に開校。5年制だった。
- 1943年 - 修業年限が4年制に短縮。
- 1945年10月 - 5年制に復帰。
- 1947年 - 学制改革に伴い、併設中学校を過渡的に設置。
- 1948年4月1日 - 学制改革により大阪市立南高等学校に改称。普通科を設置。
- 1948年4月21日 - 大阪市立桜宮高等学校が南高校敷地内に移転し、2校同居。
- 1948年6月15日 - 大阪府立今宮高等学校・大阪府立泉尾高等学校と生徒を交流し、男女共学となる。
- 1950年3月31日 - 桜宮高等学校が独立校舎に移転。
- 1972年4月 - 服装の自由化（制服の廃止）。
- 1979年4月 - 制服制度の復活。
- 1986年2月21日 - 校舎建て替えと英語科新設が決定。
- 1986年8月16日 - 現在地での校舎建て替えのため、旧大阪市立難波小学校跡（浪速区難波中3丁目）に仮移転。
- 1988年3月 - 新校舎が完成し、仮校舎から移転。
- 1988年4月1日 - 英語科を新設。
- 1991年4月1日 - 国語科を新設。普通科をこの年から募集停止。
- 2020年 - 英語探究科を設置。英語科・国語科を募集停止。
- 2022年3月 - 英語科、国語科が閉科予定。
- 2022年4月- 大阪府に移管し、大阪府立南高等学校と称する。大阪府立桜和高等学校へ統合。在校生も桜和高等学校敷地に移転。
- 2024年3月31日 - 閉校。

## 南第二高等学校
大阪市立南高等学校と敷地を共有していた定時制課程単独設置の高等学校・大阪市立南第二高等学校の沿革についても、当項目で記述する。
1938年2月13日に南高等女学校の敷地内に、夜間部の大阪市立南第二女学校を併設した。大阪府の公立学校としては初めての夜間女学校であり、府下でも夜間女学校は私立扇町夜間女学校と並んで珍しいものだった。
南第二女学校は1944年に大阪市立南第二高等女学校へ改編され独立した。1948年の学制改革により大阪市立南第二高等学校として発足した。しかし定時制高校の再編方針により、1986年に閉校した。

## 出身者
- 浅野亜希子 - 放送タレント、ラジオパーソナリティ
- 玄月 - 作家
- 河井ゆずる - 漫才師（アインシュタイン (お笑いコンビ) ）、お笑い芸人

## 関係者
- 庄野潤三 - 芥川賞作家、元教諭。1948年に今宮高等学校（旧制今宮中学校）より異動。
- 氏原寛 - 臨床心理学者、元教諭。

## 交通
- Osaka Metro 長堀鶴見緑地線 松屋町駅より南へ約100m
- Osaka Metro 谷町線 谷町六丁目駅より西へ約600m
- Osaka Metro 堺筋線 長堀橋駅より東へ約700m